# Дурбанвиль
Дурбанвиль (англ. Durbanville) — город в Западно-Капской провинции Южно-Африканской Республики, сейчас является частью городского округа Кейптаун. Дурбанвиль это сельский пригород на окраине городского округа, окружён фермами производящими вино и пшеницу.

## История
Город был основан в начале 19-го века и изначально назывался Pampoenkraal (на африкаансе слово pampoen значит «тыква», а kraal — крааль).
В 1825 году группа местных фермеров попросила разрешения у Лорда Чарльза Сомерсета (губернатора Капской колонии в то время) на строительство собственной церкви. Строительство Голландской реформаторской церкви было закончено уже годом позже — 6 августа 1825 года. В 1836 году жители города обратились к новому губернатору Капской колонии сэру Бенджамину Д’Урбану за разрешением переименовать город в его честь. Разрешение надлежащим образом было удовлетворено, и новое название сохранялось до 1886 года, когда город был переименован в Дурбанвиль для того, чтобы избежать путаницы с Дурбаном — крупным портовым городом на востоке Южной Африки.

## Виноделие
Дурбанвиль известен как производитель высококачественных красных и белых натуральных вин, в первую очередь из сортов Совиньон Блан, Мерло и Каберне Совиньон .
Среди ведущих производителей – Altydgedacht Estate, Durbanville Hills, Nitida.
Виноградники расположены на восточных склонах хребтов Тайгерберг и Канонкоп, на высоте 100-300 м над уровнем моря. На западе и юге регион открыт к океану, что обеспечивает уровень осадков, достаточный для выращивания винограда без искусственного орошения. 

## Население
Согласно переписи населения ЮАР от 2001 года, всего в Дурбанвиле проживает 29,626 человек.
Половой состав
| Пол     | Население | %      |
| ------- | --------- | ------ |
| Женщины | 15 828    | 53.43% |
| Мужчины | 13 798    | 46.57% |

Этнический состав
| Группа         | Население | %      |
| -------------- | --------- | ------ |
| Негры          | 688       | 2.32%  |
| Цветные        | 2 730     | 9.21%  |
| Индийцы/Азиаты | 160       | 0.54%  |
| Белые          | 26 047    | 87.92% |

Языковой состав
| Язык                     | Население | %      |
| ------------------------ | --------- | ------ |
| Английский               | 12 322    | 41.59% |
| Африкаанс                | 16 622    | 56.11% |
| Коса                     | 283       | 0.96%  |
| Другие Африканские языки | 123       | 0.42%  |
| Другие языки             | 276       | 0.93%  |